# Burg Klempenow

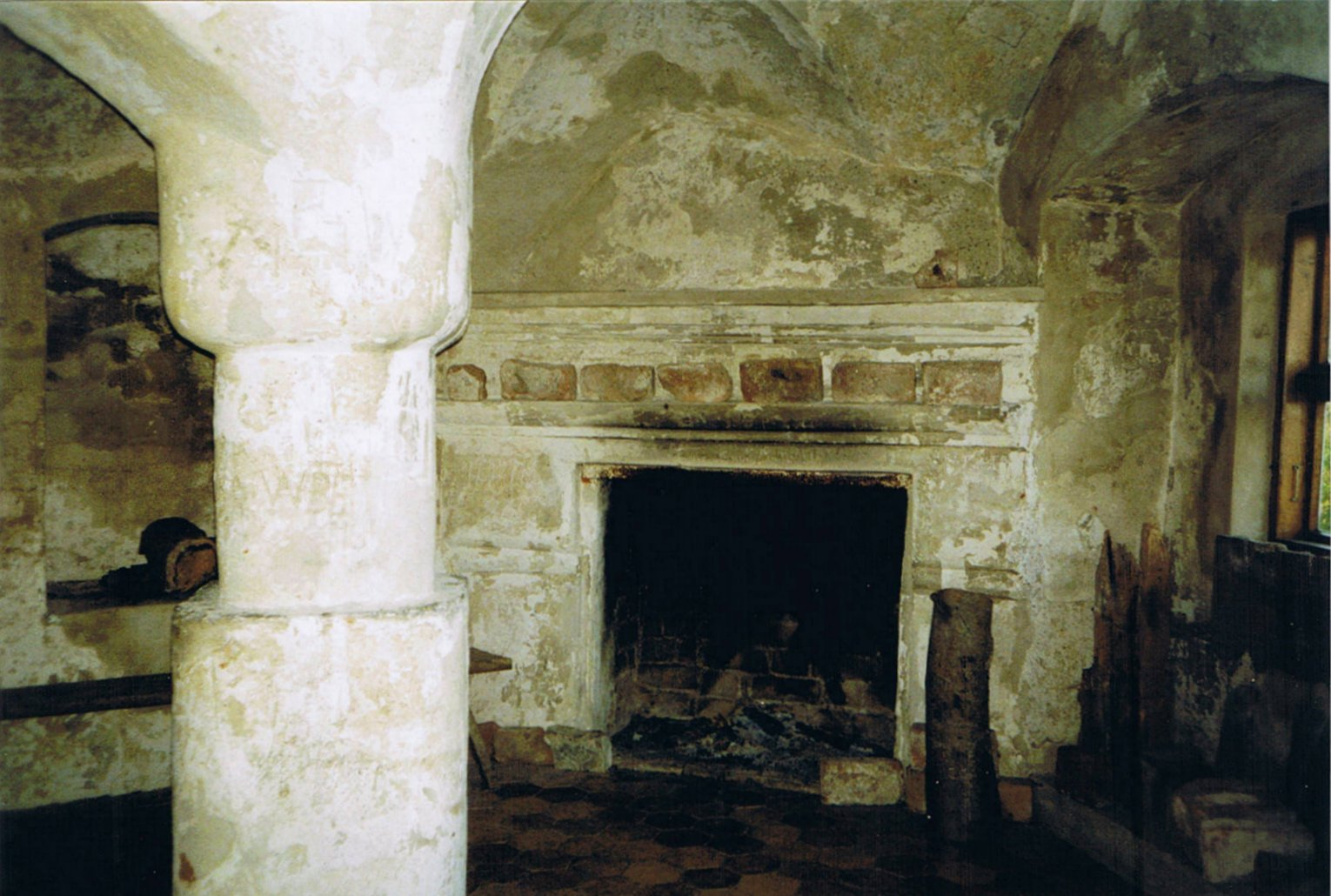
Raum im Bergfried der Burg

Die Burg Klempenow ist eine mittelalterliche Burganlage im deutschen Bundesland Mecklenburg-Vorpommern, die direkt an der Tollense in der Nähe von Breest, ca. 15 Kilometer nördlich von Altentreptow, Landkreis Mecklenburgische Seenplatte, liegt.

## Geographische Lage
Die Burg liegt in der Nähe der ursprünglichen Grenze zwischen Mecklenburg und Vorpommern, die wenige Kilometer südlich und östlich beim Kleinen und Großen Landgraben verlief. Sie gehörte zu einer Reihe von Befestigungen, die die Übergänge über die Tollense zwischen Altentreptow und Demmin schützten (Broock, Burg Osten, Haus Demmin).

## Geschichte

### Ursprung

Lithographie Amt Klempenow aus der Zeit vor 1846

Sie wurde zusammen mit anderen Burgen seit 1231 von den pommerschen Herzögen erbaut, deren Macht durch den staufischen Kaiser Friedrich II. nach langen Auseinandersetzungen mit Dänen, Slawen und christlichen Polen um den politischen Einfluss in der damals wirtschaftlich und militärisch wichtigen Gegend bestätigt wurde. Um 1240 trat der pommersche Herzog Wartislaw III. in Erscheinung, und die Burg Klempenow geht vermutlich auf ihn zurück. Urkundlich zuerst erwähnt wurde Klempenow allerdings erst 1331 als landesherrliche Burg.

### Bau- und Besitzgeschichte
Für den Bau der Niederungsburg wurden Kolonisatoren aus Westfalen, Flandern und Friesland geholt, die auch durch den Bau von Kirchen die Christianisierung und Kolonisation der dort einheimischen slawischen Stämme vorantreiben sollten. Viele slawische Besitzungen wurden von diesen Zuwanderern übernommen. Auf Grund ihrer Erfahrungen mit massiven Bauten in feuchten Niederungen waren sie für die Bauausführung prädestiniert, denn die Burg wurde auf dem Schwemmboden des Tollensetals errichtet. Die Ziegelsteine zum Bau gewann man aus so genannten Feldbrandöfen. Das für die Füllung der Ziegelstein-Mauerschalen benötigte Material in Form von Feldsteinen gab es seit den Eiszeiten vor Ort. Die Burg wurde immer wieder erweitert, teilweise zerstört und wieder aufgebaut. Die heute ältesten Bestandteile der Burg sind der Turm und die Wehrmauer, die aus der Mitte bis zum Ende des 13. Jahrhunderts nachgewiesen werden können. Um 1433 wurde die Anlage um einen Kornspeicher und ein Torhaus erweitert. Das dreigeschossige im Fachwerkstil errichtete Torhaus war mit ca. neun Meter Höhe eines der ersten norddeutschen Fachwerkhäuser. Auf Grund schlecht berechneter Statik war dieser unterdimensionierte Holzskelettbau mit schwerer Ziegelsteinausfachung durch Absackung bald baufällig. Ende des 15. Jahrhunderts musste das Torhaus neu erbaut werden, diesmal mit Renaissanceelementen. Kurz vor dem Dreißigjährigen Krieg wurde noch die ganze Anlage grundlegend verstärkt. Das letzte Mal wurde sie wohl 1697 instand gesetzt.
In der Mitte des 18. Jahrhunderts erfolgte noch ein Umbau zur Erweiterung des Kornspeichers und 1820 erhielt sie dann ihre heutige Form. 1890 erneuerte man einige Satteldächer in flacherer Form als ursprünglich, und 1904 ließ der damalige Domänenpächter Carl Bruhn das Renaissance-Wohnhaus abreißen, um ein typisches neuzeitliches preußisches Verwalterhaus zu errichten. Die Burg hatte schon lange keine strategische Bedeutung mehr, sie diente allein als Domäne dem Zweck der Landwirtschaft. Diese Epoche dauerte bis 1945; in diesem Jahr erfolgte die Enteignung und die sowjetische Kommandantur übernahm die Burg.
Nach dem Zweiten Weltkrieg fanden zunächst Flüchtlinge aus den deutschen Ostgebieten und später Umsiedler hier eine Wohnung. Besonders der Südflügel wurde dazu grundlegend umgebaut. So wurde unter anderem der in der Südwestecke gelegene Turmrest abgerissen, um Wohnraum zu schaffen. Bis in die 1990er Jahre diente Burg Klempenow dann als Wohnhaus für Beschäftigte der Landwirtschaft. 1991 gründete sich eine Bürgerinitiative mit dem Namen Kultur-Transit-96 e. V., deren Aufgabe es ist, den Verfall der Burg zu stoppen und Instandsetzungsarbeiten durchzuführen. Seit 1998 kann die Burg besichtigt werden. Sie wird mittlerweile kulturell genutzt – so finden auf der Burg diverse Veranstaltungen und Märkte statt, Künstler nutzen einige Räume als Galerie. Im Burghof gibt es ein Café.
Seit der Mitte des 14. Jahrhunderts befand sich Klempenow im Besitz der adligen Familie 
von Heydebreck. Zuerst wurde der seit 1386 in den Urkunden erscheinende Joachim von Heydebreck 1401 ausdrücklich als Besitzer von Klempenow erwähnt. Letzter Besitzer aus dieser Familie war der um 1520 gestorbene Hinrik von Heydebreck, nach dessen Tod die pommerschen Herzöge die Burg und die dazugehörenden Güter als erledigte Lehen einzogen und zu einem herzoglichen Amt machten. Dieses wurde mit den alten herzoglichen Besitzungen um Altentreptow vereinigt und 1566 um die vormals dem Kloster Reinfeld in Holstein gehörenden Besitzungen an der Tollense erweitert.
Im Dreißigjährigen Krieg wurde das Amt Klempenow zuerst dem kaiserlichen Oberst Heinrich Ludwig von Hatzfeld, danach dem schwedischen General Dodo zu Innhausen und Knyphausen wegen ausstehender Kontributionen verpfändet, später aber von der schwedischen Krone als Nachfolger der pommerschen Herzöge wieder eingelöst. Bis 1713 faktisch und bis 1721 staatsrechtlich war Klempenow schwedisch, 1675 wurde die Burg aber auch für kurze Zeit von den Brandenburgern erobert. In preußischer Zeit war sie – wie bereits zuvor – Sitz eines Amtes, jetzt eines königlich-preußischen, das nicht nur eine Domäne war, sondern auch die Gerichtsbarkeit über die Amtseinwohner ausübte.

## Anlage

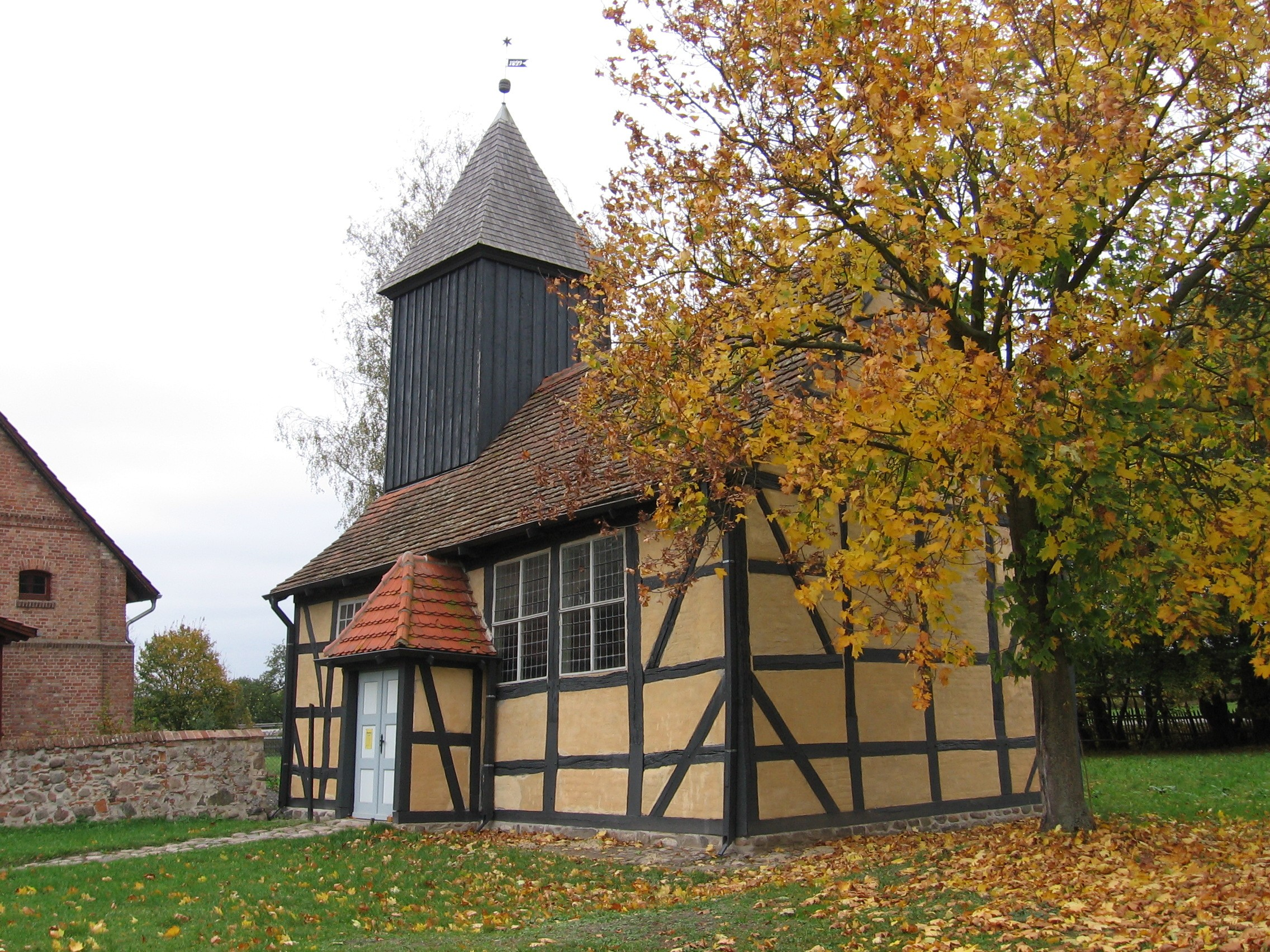
Die restaurierte Kapelle in der ehemaligen Vorburg (Oktober 2006)

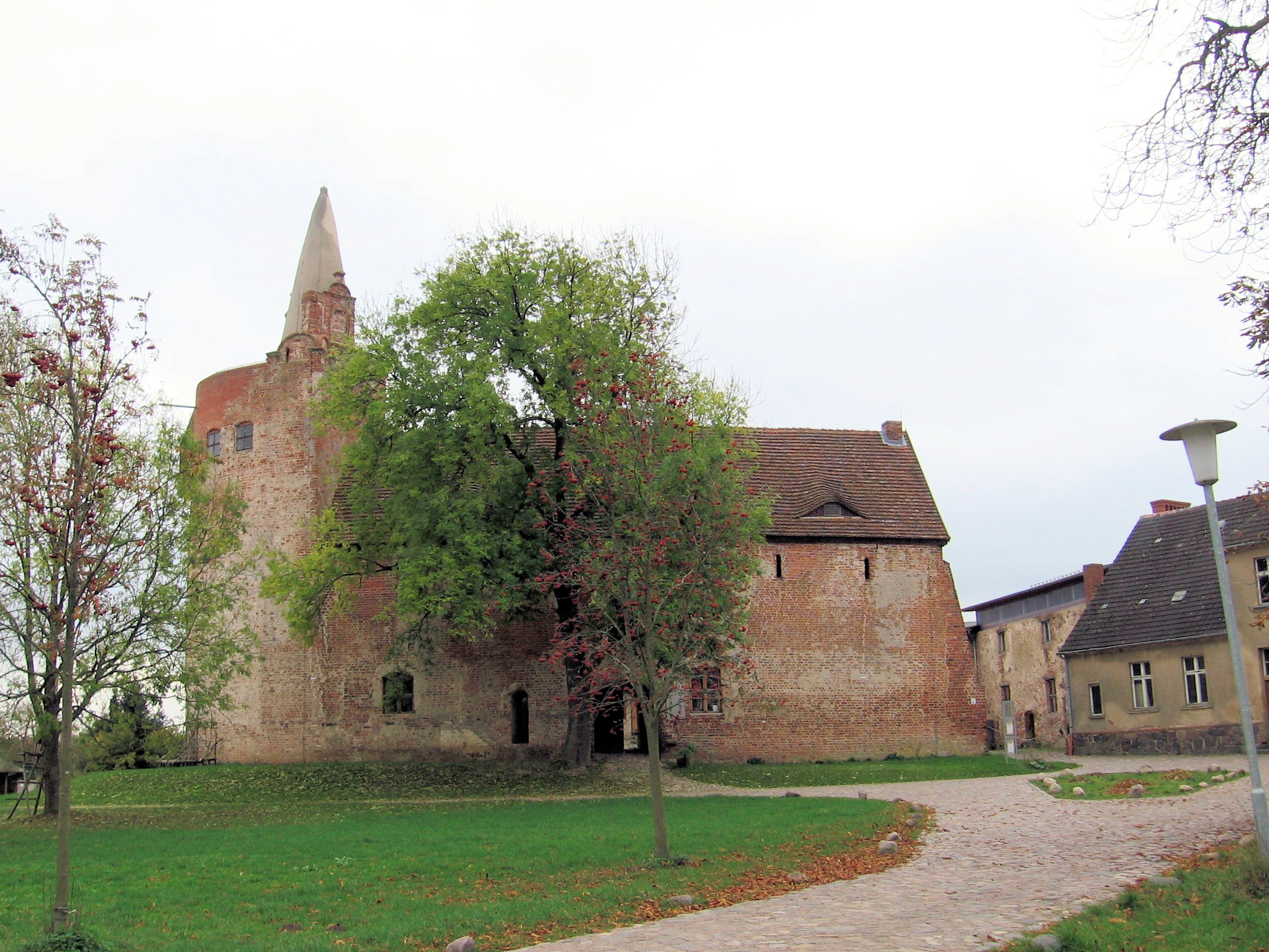
Die Burg von Norden (Oktober 2006)

### Vorburg
Klempenow besaß ursprünglich eine Vorburg im Norden der Hauptburg, die von einem Wassergraben und der Tollense umgeben war. Zu der Vorburg gehörte eine 1494 erstmals erwähnte Kapelle, deren Fundamente 1997 freigelegt wurden. Die heutige, 1692 im Fachwerkstil erbaute Kirche Klempenow befand sich zur Wende in desolatem Zustand, bis sie zwischen 1997 und 2000 durch die Arbeit des Fördervereins mit Hilfe der Deutschen Stiftung Denkmalschutz grundlegend saniert wurde. Sie wird heute als Kirche genutzt.
Die gesamte Kapelle steht nicht mehr im Lot, weil der Untergrund der Nordwestseite scheinbar immer noch nachgibt. Seit 2007 steht in der einfachen Kirche eine Kleinorgel/Truhenorgel des Orgelbaumeisters Matthias Beckmann aus Friesack im Havelland. Besonders sehenswert sind auch der Kanzelaltar und die barocke Emporenbrüstung.
Außerdem ist noch das Torwächterhaus vorhanden, über dessen Datierung nichts bekannt ist. Es war bereits Ende des 17. Jahrhunderts eine Ruine und wurde erst in neuerer Zeit mit einem Walmdach wieder aufgebaut.

### Hauptburg
Die Hauptburg hatte ebenfalls einen ringförmigen Wassergraben. Sie ist in ihren Umrissen noch gut zu erkennen. Als sogenannte Niederungsburg hat sie einen Grundriss in unregelmäßiger Rechteckform, der eine Kantenlänge von ca. 57 × 36 m aufweist. Eine ungefähr 8,80 m hohe und bis zu drei Meter dicke Wehrmauer umgibt die Hauptburg. Sie und ein Bergfried von ursprünglich drei Türmen, sind die ältesten nachweisbaren Bauglieder der Burg. Sie sind in einem besonderen Ziegelsteinformat von 10 cm Höhe errichtet, das bis Ende des 13. Jahrhunderts in verschiedenen Bauwerken Nordostdeutschlands verwendet wurde, und sich sehr gut erhalten hat. Die Wehrmauer ist in einer doppelschaligen Ziegelbauweise ausgeführt, die Füllung zwischen den Schalen besteht aus Ziegelbruch und Feldsteinen in einem Kalkmörtelbett. Auf der Wehrmauer sind noch fragmentarisch Wehrgänge und Schildmauern erhalten. Zur Tollense hin nach Osten steht allerdings nur noch ein niedriges Stück der Wehrmauer. Der Turm hat einen zylindrischen Querschnitt und ist mit einem sogenannten Zuckerhut gedeckt. Das ist ein gemauerter spitzer Kegel ohne Dachstuhl und Dachziegel. Im 17. Jahrhundert ist er zu Wohnzwecken umgebaut worden. Am tiefsten Punkt ist ein Kerker vorhanden, dessen einziger Zugang ein Loch in der Gewölbedecke ist. In den darüber liegenden Geschossen aus verschiedenen Bauphasen befinden sich einige Räume, die zum Teil noch heute wohnlich wirken, wie zum Beispiel ein Zimmer mit Kamin und einem Aborterker. Die Nordseite der Burg besteht aus einem großen Kornspeicherboden im Dachgeschoss und einem intakten Backofen im Erdgeschoss; östlich schließt sich in gewölbegedeckten Räumen das heutige Café an. Der Westflügel beherbergt im Keller noch die Grundmauern eines Südwest-Turmes. Diese Räume dienen heute ebenso wie der Kornboden für Ausstellungszwecke. Erhalten sind noch ein ehemaliges Brau- und Backhaus im Südflügel, die einen Veranstaltungsraum beherbergen. In der Mitte des Burghofes befindet sich ein aus Feldsteinen gemauerter Brunnen aus der Anfangsphase der Burg. Etwas abseits, in der Nordwestecke der Burg, steht das Domänenpächterhaus von 1904, das allerdings in seinem neuzeitlichen Baustil wie ein Fremdkörper wirkt.

## Trivia
Seit dem 13. Juli 2013 findet auf der Burg das jährlich stattfindende Musikfestival „Transit Festival“ statt, u. a. traten bei dem Festival Bands wie „Buster Shuffle“, „Black Sea Dahu“, „Dota und Band“, „Mutabor“, „Audio88 & Yassin“ und viele andere auf.
Am 23. Januar 2015 fand auf der Burg das Veröffentlichungskonzert des Albums Bleiben oder Gehen der Band Feine Sahne Fischfilet statt, bei dem außerdem Szenen des Dokumentarfilms Wildes Herz von Charly Hübner und Sebastian Schultz gedreht wurden.
Vom 28. bis 30. Mai 2021 fand unter dem Namen „Mittelalter-Camp“ auf der Burg ein 48-stündiges Event mit Jens Knossalla, Sido, Manny Marc, Sascha Hellinger sowie diversen Gästen statt, welches live auf Twitch übertragen wurde.